# Победный ветер. Ясный день
«Победный ветер. Ясный день» или «Красная Фудзи» (яп. 凱風快晴 Гайфу: кайсэй, «Южный ветер, ясный день») — гравюра японского художника Кацусики Хокусая из серии «Тридцать шесть видов Фудзи».

## Описание
На гравюре изображен вид горы Фудзияма, каковой она может приобретать поздним летом либо ранней осенью при особых погодных условиях (ветер южного направления, безоблачное небо): будучи освещенной лучами восходящего солнца, гора начинает отсвечивать красным. Искусствовед Т. Кларк писал, что данная композиция является наиболее абстрагированной и одновременно наиболее «метеорологически специфичной» работой из вышеупомянутой серии.
В книге С. Нагаты и Дж. Бестера «Hokusai: Genius of the Japanese Ukiyo-e» отмечается, что в целом композиция чрезвычайно проста, однако то, каким образом величие и скрытое могущество природы передаются в огненно-красном цвете склонов горы и глубине небосвода, может объяснить, почему столь многие художники были ошеломлены и потрясены мощью замысла Хокусая.